# Karel Šprunk
Karel Šprunk (11. února 1928 Kovářov – 3. července 2024) byl český katolický filosof, vysokoškolský pedagog, překladatel v oborech filozofie, estetiky a teologie; lingvista a autor divadelních her.

## Život
Narodil se v Kovářově u Písku. Po maturitě na píseckém gymnáziu se přihlásil ke studiu katolické teologie na Karlově univerzitě. Studium však nemohl vinou represe ze strany totalitního komunistického režimu ukončit. Teprve později se mu podařilo vystudovat romanistiku na Filosofické fakultě Karlovy univerzity. Od roku 1962 začal působit na Univerzitě 17. listopadu na katedře lingvistiky a teorie překladu. Zde se zasloužil o šíření dobrého jména české kultury mezi zahraničními studenty, pro něž byla uvedená instituce především určena. V průběhu normalizace v roce 1971, pro své politické a ideové postoje, byl donucen Univerzitu 17. listopadu opustit.
Živil se poté jako učitel jazyků v Institutu průmyslové výchovy, vedle toho však zahájil intenzivní překladatelskou činnost ve výše uvedených oborech. Jeho tehdejší překlady zůstaly dílem nezveřejněné a jejich strojopisné opisy sloužily jen omezenému okruhu zájemců. Dílem však byly od poloviny osmdesátých let vydány (bez udání jména překladatele a místa vydání) v zahraničí a pašovány zpět do tehdejšího Československa.
Po listopadovém převratu roku 1989 přijal místo odborného asistenta na katedře filosofie Katolické teologické fakulty Univerzity Karlovy v Praze, kde působil (v závěrečných letech v přiměřeně sníženém úvazku) až do konce školního roku 2012/13.
Stal se předsedou přírodovědecké a technické sekce Křesťanské akademie a redaktorem revue Universum. Účastnil se činnosti vinohradské odbočky Jednoty filosofické. V roce 1993 založil Českou společnost Jacquesa Maritaina, která vychází z jeho zaujetí tomismem. V roce 2008 mu KTF UK, když dosáhl věku 80 let, udělila záslužnou medaili Arnošta z Pardubic „Pro meritis de progressu studiorum philosophiae Christianae in Bohemia“. 30. května 2014 mu byla udělena medaile Ministerstva kultury Artis Bohemiae Amicis za jeho celoživotní překladatelské dílo v oborech filozofie, estetiky a teologie.

## Dílo
Svou šíří zájmů je považován za osobnost takřka renesanční. Věnoval se lingvistice a dramatickému spisovatelství. Z jeho her dramatických her byly úspěšně inscenovány v dnes již zaniklém pražském divadle V Nerudovce:
- 1978 Úvod do ženské logiky
- 1980 Docenti a strašidla

Do literární oblasti jeho tvorby ještě patří také Aforismy o lásce, publikované v časopise Tvar 8/96.
Těžiště však tvoří jeho překlady filozofické literatury. Nejdříve se jeho práce z oblasti lingvistiky z konce 60. a začátku 70. let se týkaly zejména teorie překladu. K přeloženým dílům patří Anzenbacherův Úvod do filosofie, který byl vydán poprvé bez udání místa ve Vídni v roce 1987. Dalších vydání se dílo dočkalo v Praze v letech 1991 a 1993. Spolu s Petrem Rezkem a Miroslavem Petříčkem se účastnil překladu Störigových Malých dějin filosofie a díla s Bohuslavem Vikem překladu knihy Emericha Coretha Co je člověk. S ohledem na věk neusiloval po roce 1989 v již změněných politických poměrech o habilitaci, na níž kdysi pomýšlel, nýbrž pokračoval (vedle úspěšné činnosti pedagogické) s vynaložením sil ve své překladatelské činnosti. Nebyl nikdy členem KSČ a ani jindy v mnohdy obtížných životních situacích se neprohřešil proti svému demokratickému přesvědčení, jakož i národní a občanské cti.
V reakci na potřebu doby týká se Šprunkova překladatelská činnost především děl informativní a učebnicové povahy. Význam jeho překladů pro obnovu české filozofie je velký, a to jak obsahově, tak zejména terminologicky. Jeho překlad Úvodu do filosofie od Anzenbachera může sloužit zároveň i jako normativní příručka standardní české filozofické terminologie v širokém záběru od starověku a scholastiky až po fenomenologii a filozofii analytickou.
Je překladatelem tak významných děl jako je Leibnizova Theodicea, Kantův spis Náboženství v hranicích čistého rozumu, spis Utilitarismus z pera Johna Stuarta Milla, Swinburnova spisu Bůh jako vysvětlení, Romana Guardiniho O podstatě uměleckého díla. Dále přeložil řadu děl známého francouzského tomistického filosofa Jasquesa Maritaina jako např. Filosofie dějin, dílo Georga Scherera Smrt jako filosofický problém a dílo Roberta Spaemanna Účelnost jako filosofický problém. Přeložil díla Anthony Kennyho a Étienne Gilsona.
V publikační filozofické a teologické činnosti je patrné jeho pevné zakotvení v klasické realistické metafyzické tradici. V tomto rámci se snaží řešit zejména problémy, které před filosofii a teologii klade současná přírodní věda. Témata článků, které jsou publikovány převážně v revuích Universum (kde byl v letech 1990-1999 předsedou redakční rady) a Distance a jiných příležitostných sbornících, se týkají hlavně této problematiky.
Kromě toho se však věnoval i různým dalším otázkám hlavně z oblasti morální a politické filosofie, epistemologie a noetiky, a rovněž historickým tématům z oblasti zejména scholastické filosofie.